# SN 1999F
SN 1999F – supernowa typu Ia odkryta 12 stycznia 1999 roku w galaktyce A112715-0610. W momencie odkrycia miała maksymalną jasność 19,80m.